# Трумбич, Анте
Анте Трумбич (17 мая 1864, Сплит — 17 ноября 1938, Загреб) — австро-венгерский и югославский хорватский политик и юрист, лидер Хорватской крестьянской партии, первый министр иностранных дел Королевства сербов, хорватов и словенцев (с 1918 по 1920 год).

## Биография
Родился в Далмации. Начальное и среднее образование получил в родном городе, получив аттестат в 1882 году. Затем изучал юридические науки в университетах Загреба, Вены и Граца. В 1890 году получил учёную степень доктора права, в 1894 году открыл в Сплите частную адвокатскую практику.
С 1895 по 1914 год был членом парламента Далмации (в составе Австро-Венгрии), а также австрийского парламента; в обоих учреждениях активно защищал интересы хорватского населения Далмации против итальянского. В 1905 году был избран мэром Сплита. Выступал за постепенное проведение реформ в славянских землях Австро-Венгрии и за политическую автономию Далмации.
После Сараевского убийства и начала Первой мировой войны эмигрировал в Италию, где развернул политическую деятельность, став, в частности, членом Югославянского комитета, ездил с дипломатическими миссиями в Лондон и пытался убедить сербского премьера Николу Пашича в необходимости образования государства, которое стало бы равноправным союзом сербов, хорватов и словенцев. Его усилия во многом способствовали подписанию летом 1917 года Корфской декларации. На Версальской конференции после окончания войны выступал в защиту югославских интересов в территориальном споре с Италией касательно Далмации.
7(20) декабря 1918 года был назначен первым министром иностранных дел Королевства сербов, хорватов и словенцев.
22 ноября 1920 года ушёл в отставку с поста министра иностранных дел, посчитав недопустимым для себя защищать преимущественно сербские политические интересы, и был избран в парламент, не примкнув при этом к какой-либо из партий.
28 июня 1921 года голосовал против принятия новой конституции, поскольку не считал её отвечающей интересам всех народов Югославии. В 1925 году был вновь избран в парламент от партии Хорватского единства, куда вступил годом ранее (в парламенте представлял Загреб), и выступал адвокатом Степана Радича во время процесса над ним по обвинению в государственной измене; впоследствии покинул эту партию, после того как она вступила в парламентскую коалицию со сторонниками Николы Пашича, и основал Хорватскую крестьянскую федералистскую партию, от которой в 1927 году вновь был избран в парламент. После убийства Радича в 1928 году поддержал Крестьянско-демократическую коалицию и вскоре официально вступил в ряды Хорватской крестьянской партии.
В 1930 году защищал в суде Владко Мачека; в последние годы жизни работал адвокатом в Загребе и выступал за отделение Хорватии от Югославии.